# Anoectangium shepherdae
Anoectangium shepherdae är en bladmossart som beskrevs av Richard Henry Zander 1993. Anoectangium shepherdae ingår i släktet Anoectangium och familjen Pottiaceae. Inga underarter finns listade i Catalogue of Life.